# Lycoming LTS101

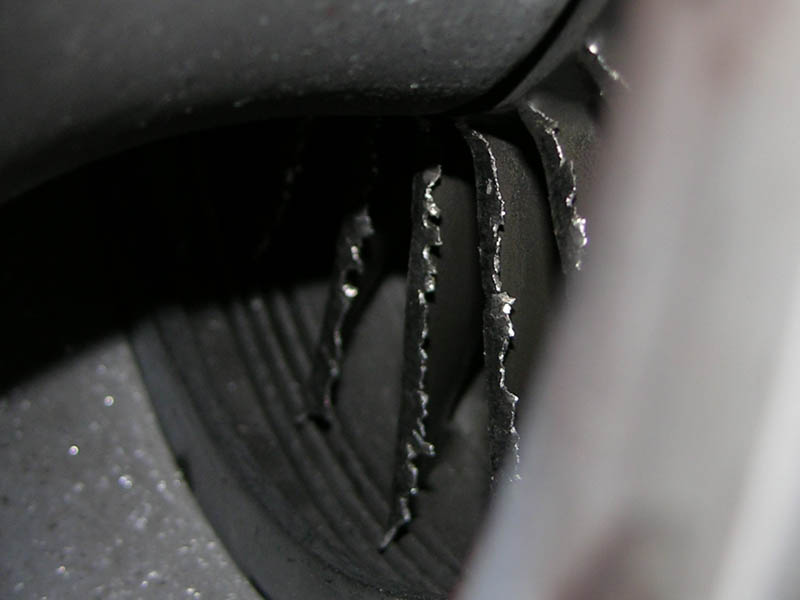
Les pales du premier étage de compresseur d'un LTS101, installé sur un Bell 222, après avoir été victimes de l'ingestion d'un boulon qui n'avait pas été arrêté par la grille de protection d'entrée d'air. Les dégâts sont bien visibles et surtout importants.

« LTS101 » est le nom d'une famille de turbomoteurs américains dont la plage de puissance s'étale de 650 à 850 ch. Conçu initialement par le département Turbine Engine Division du constructeur Lycoming Engines dans l'usine Avco de Stratford, il est désormais produit par Honeywell Aerospace. Sous sa désignation principale LTS101, il équipe de nombreux hélicoptères légers, mais il existe également en version turbopropulseur, désigné LTP101, et équipe sous cette forme de nombreux avions légers.
Sous ses deux formes, il porte la désignation militaire de T702. Certifié en 1975, il a été produit à plus de 2 100 exemplaires et a enregistré plus de 11 millions d'heures de fonctionnement. Si les premières versions produisaient une puissance de 650 ch, les dernières atteignent les 750 ch, voire 780 ch sur les dernières versions couplées (applications bimoteurs).

## Versions

### Turbopropulseurs
- LTP101-600 : Piaggio P166DL3 et Cessna 421 Golden Eagle
- LTP101-700 : Piaggio P166D et Cessna 421 Golden Eagle. Puissance de 1 200 shp, soit 882,48 kW ;

### Turbomoteurs
- LTS101-600A-2 : Eurocopter AS350 AStar ;
- LTS101-600A-3
- LTS101-600A-3A
- LTS101-650B-1 : BK 117 A-1
- LTS101-650B-1A
- LTS101-650C-2
- LTS101-650C-3 : Bell 222A. Puissance de 675 shp, soit 496,39 kW ;
- LTS101-650C-3A
- LTS101-700D-2 : Puissance de 732 shp, soit 538,31 kW ;
- LTS101-750B-1 : BK 117 B-1 et B-2 ; Puissance de 593 shp, soit 436,09 kW ;
- LTS101-750B-2 : Aérospatiale HH-65A/B Dolphin. Puissance de 734 shp, soit 539,78 kW ;
- LTS101-750C-1 : Bell 222B et 222U. Puissance de 680 shp, soit 500,07 kW ;
- LTS101-850B-2 : Version « twin-engine », destinée à équiper des hélicoptères bimoteurs, proposée pour une évolution du HH-65 Dolphin, mais refusée. Elle équipe par contre le BK117-850D2[5]. Puissance de 780 shp, soit 573,61 kW.
- T702 : Désignation militaire.

## Applications
- Bell 222A (LTS-101-650C-3), 222B et 222U (Lycoming LTS-101-750C) ;
- Air Tractor AT-302 : LTP101 ;
- Aérospatiale HH-65A/B Dolphin : LTS101-750B-2, puis LTS101-850 (proposé mais refusé) ;
- MBB-Kawasaki BK 117 A-1 (LTS101-650B-1), MBB-Kawasaki BK 117 B-1 et B-2 (LTS 101-750B-1), BK117-850D2 (LTS101-850B-2)[5] ;
- Eurocopter AS350 AStar : Lycoming LTS101-600A-2 ;
- Piaggio P166D : LTP101-600 ou 700.
- Cessna 421 Golden Eagle (conversions aux turbomoteurs désignées Riley Turbine Rocket 421) : LTP101
- Concept car « EcoJet » (en), construite sous la direction de General Motors et de Jay Leno.